# 本庄村 (滋賀県)
本庄村（ほんじょうむら）は、滋賀県高島郡にあった村。現在の高島市南東部、安曇川の河口域にあたる。

## 地理
- 湖沼：琵琶湖、松ノ木内湖
- 河川：安曇川
- 岬：船木崎
- その他：沖の白石

## 歴史
- 1889年（明治22年）4月1日 - 町村制の施行により、川島村・北船木村・南船木村・四津川村・横江浜村の区域をもって発足。
- 1954年（昭和29年）11月3日 - 広瀬村・安曇町・青柳村と合併して安曇川町が発足。同日本庄村廃止。